# Administrativní dělení Srí Lanky

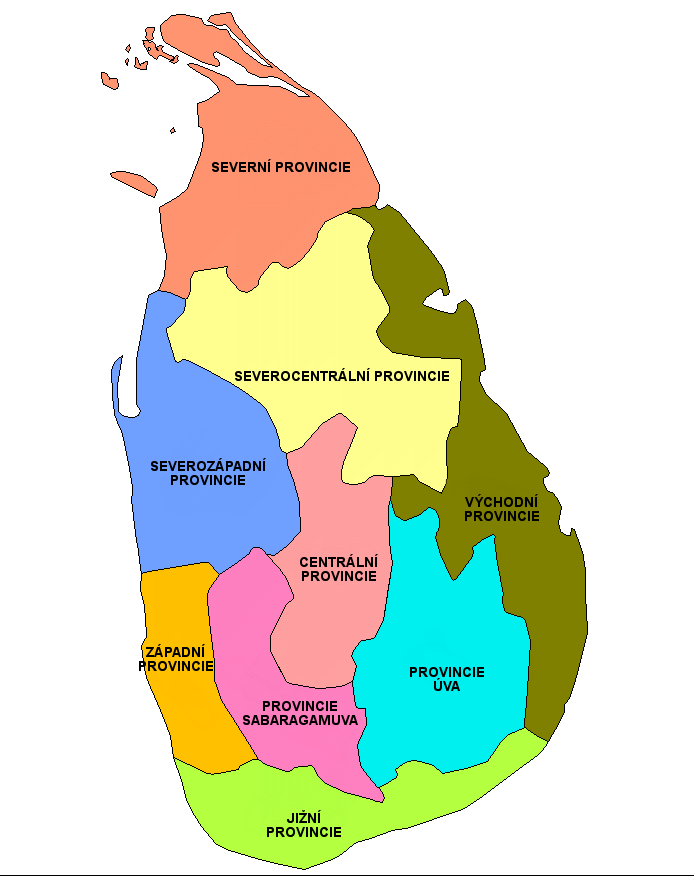
9 provincií Šrí Lanky

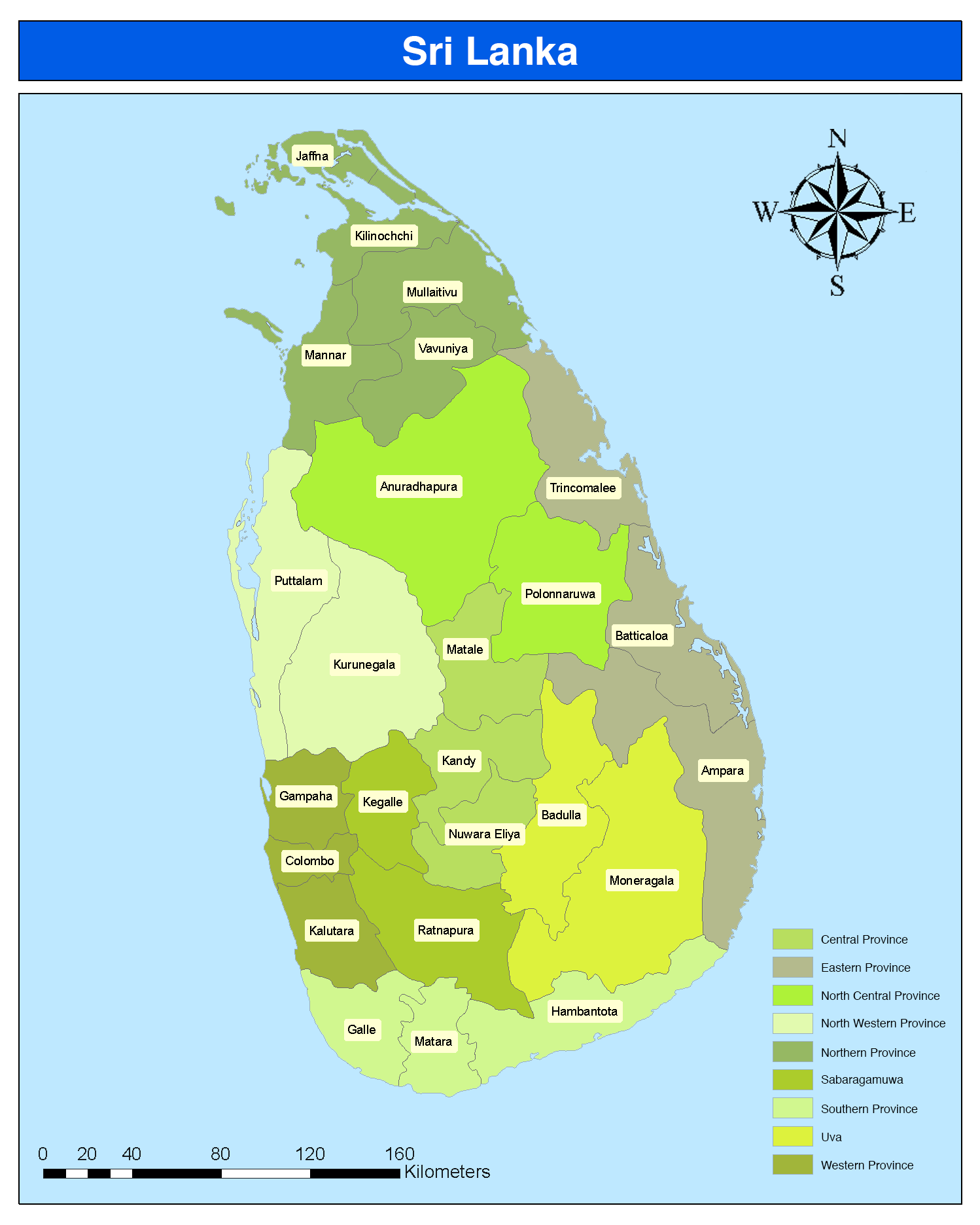
25 distriktů Srí Lanky

Šrí Lanka se dělí na 9 provincií (sinhálsky පළාත, paḷāta; tamilsky மாகாணம், mākāṇam). Ty sestávají z 25 distriktů.

## Přehled provincií
Následující tabulka obsahuje základní statistické údaje jednotlivých provincií.  
| provincie               | hlavní město               | počet obyvatel (rok 2017) | rozloha (km²) | hustota zalidnění (obyv./km²) | počet distriktů |
| ----------------------- | -------------------------- | ------------------------- | ------------- | ----------------------------- | --------------- |
| Střední provincie       | Kandy                      | 2 722 000                 | 5 575         | 488                           | 3               |
| Východní provincie      | Trincomalee                | 1 677 000                 | 9 361         | 179                           | 3               |
| Středoseverní provincie | Anuradhápura               | 1 349 000                 | 9 741         | 138                           | 2               |
| Severní provincie       | Jápané                     | 1 119 000                 | 8 290         | 135                           | 5               |
| Severozápadní provincie | Kurunegala                 | 2 508 000                 | 7 506         | 334                           | 2               |
| Provincie Sabaragamuwa  | Ratnapura                  | 2 028 000                 | 4 921         | 412                           | 2               |
| Jižní provincie         | Galle                      | 2 611 000                 | 5 383         | 485                           | 3               |
| Provincie Uva           | Badulla                    | 1 349 000                 | 8 335         | 162                           | 2               |
| Západní provincie       | Kolombo                    | 6 081 000                 | 3 593         | 1692                          | 3               |
| SRI LANKA               | Šrí Džajavardanapura Kotte | 21 444 000                | 62 705        | 342                           | 25              |

## Názvy v oficiálních jazycích Šrí Lanky
Následující tabulka obsahuje kromě českých názvů i názvy v sinhláštině a tamilštině s přepisem do latinky všech provincií a jejich hlavních měst.
| provincie (česky)       | provincie (sinhálsky, přepis) | provincie (tamilsky, přepis)    | hlavní město (sinhálsky, přepis) | hlavní město (tamilsky, přepis) | hlavní město (anglický přepis) |
| ----------------------- | ----------------------------- | ------------------------------- | -------------------------------- | ------------------------------- | ------------------------------ |
| Střední provincie       | මධ්‍යම පළාත Madʰyama paḷāta       | மத்திய மாகாணம Mattiya mākāṇam       | මහනුවර Mahanuvara                 | கண்ட Kaṇṭi                       | Kandy                          |
| Východní provincie      | නැගෙනහිර පළාත Nægenahira paḷāta   | கீழ் மாகாணம் Kīḻ mākāṇam             | ත්‍රිකුණාමලය Trikuṇāmalaya             | திரிகோணமலை Tirikōṇamalai            | Trincomalee                    |
| Středoseverní provincie | උතුරු මැද පළාත Uturu Mæda paḷāta  | வடமத்திய மாகாணம Vaṭamattiya mākāṇam | අනුරාධපුරය Anurādʰapuraya           | அனுராதபுரம Aṉurātapuram            | Anuradhápura                   |
| Severní provincie       | උතුරු පළාත Uturu paḷāta          | வட மாகாணம Vaṭa mākāṇam            | යාපනය Yāpanaya                    | யாழ்ப்பாணம Yāḻppāṇam                | Jápané                         |
| Severozápadní provincie | වයඹ පළාත Vayamba paḷāta        | வடமேல் மாகாணம Vaṭamēl mākāṇam       | කුරුණෑගල Kuruṇǣgala                 | குருநாகல Kurunākal                 | Kurunegala                     |
| Provincie Sabaragamuwa  | සබරගමු පළාත Sabaragamu paḷāta   | சப்ரகமுவா மாகாணம Čaprakamuvā mākāṇam | රත්නපුරය Ratnapuraya               | இரத்தினபுரி Irattiṉapuri            | Ratnapura                      |
| Jižní provincie         | දකුණු පළාත Dakuṇu paḷāta         | தென் மாகாணம Teṉ mākāṇam             | ගාල්ල Gālla                        | காலி Kāli                         | Galle                          |
| Provincie Uva           | ඌව පළාත Ūva paḷāta             | ஊவா மாகாணம Ūvā mākāṇam             | බදුල්ල Badulla                     | பதுளை Patuḷai                     | Badulla                        |
| Západní provincie       | බස්නාහිර පළාත Basnāhira paḷāta    | மேல் மாகாணம Mēl mākāṇam             | කොළඹ Koḷamba                      | கொழும்ப Koḻumpu                    | Kolombo                        |